# Drapeau et armoiries du canton d'Appenzell Rhodes-Extérieures
Le drapeau et les armoiries appenzelloises sont des emblèmes officiels du canton d'Appenzell Rhodes-Extérieures.

## Histoire et signification
Le drapeau actuel appenzellois date de 1403. Alors alliés aux villes souabes, les villageois de la région d'Appenzell obtinrent leur indépendance après une guerre contre l'Abbaye de Saint-Gall voisine qui avait pour drapeau un étendard identique à la différence près que le fond était jaune. La légende raconte que Saint-Gall, ayant apporté le christianisme dans la région, avait bâti une hutte dans la forêt et rencontra un jour un ours menaçant. Il lui ordonna d'aller chercher du bois, ce que le mammifère fit. Afin de le remercier, Gall le nourrit mais lui ordonna de quitter les lieux pour toujours; l'ours s'exécuta. 
L'ours représente aussi, d'après le vexillologue Louis Mühlemann, la vigueur, le courage et l'intelligence, des qualités que les Appenzellois démontrèrent lors des guerres menées pour leur indépendance.
L'héraldiste Adolphe Gauthier rapporte dans son livre consacré aux armoiries et drapeaux des cantons que le pape Jules II offrit aux Appenzellois la possibilité de porter un clé d'or entre les pattes de l'ours, ce qu'ils ne firent jamais.
En 1597, le canton d'Appenzell se divisa en deux entités: Appenzell Rhodes-Intérieures (catholiques) et Appenzell Rhodes-Extérieures (protestantes). Les Rhodes-Intérieures conservèrent le drapeau de 1403 alors que les protestants changèrent de drapeau tout en maintenant un étendard très proche du Canton d'Appenzell, en ajoutant ainsi les lettres latines V et R pour les mots en langue alémanique « Usser Rhoden » (Rhodes Extérieures). Il faut noter que la logique aurait été A et R pour « Ausser Rhoden » et Gauthier, dans son livre publié en 1878, rapporte que l'usage des lettres A et R se répand de plus en plus sur les drapeaux. Force est de constater qu'en 2021, les lettres V et R continuent de figurer sur le drapeau du canton.

## Descriptions

### Description vexillologique
La description vexillologique du drapeau des Rhodes-Extérieures est « Blanc à l'ours levé noir, lampassé et armé de rouge flanqué des lettres noires V, à la hampe, et R, dans la partie flottante ». L'ours doit toujours se diriger vers la hampe.

### Description héraldique
La description héraldique des armoiries du canton d'Appenzell Rhodes-Extérieures est « D'argent à l'ours levé de sable, armé, lampassé et vilené de gueules, flanqué des lettres V et R de sable ».

## Autre représentation vexillologique et héraldique
Le drapeau est également décliné sous forme d'oriflamme, soit en queue de pie, soit en base plate. L'oriflamme des cantons reprenant le drapeau cantonal dans sa partie supérieure et les couleurs cantonales dans la partie inférieure est appelée un drapeau «complet». 
Le drapeau complet des Rhodes Intérieures est également le drapeau des deux Appenzell lorsque les anciens demi-cantons ne sont représentés que sur un seul drapeau. 
Le canton d'Appenzell Rhodes-Extérieures est le seul à ne pas voir figurer son drapeau avec les lettres V et R sur un drapeau commun à d'anciens demi-cantons, comme il en existe pour les deux cantons de Bâle et le canton d'Unterwald (Obwald et Nidwald). Gauthier explique que si un blason comportant les deux blasons des cantons d'Appenzell devait exister, sa description héraldique serait la suivante: « D'argent parti par un trait ; au 1 des Rhodes-Extérieures et au 2 des Rhodes-Intérieures. Dans chaque partition un ours levé en pied de sable, lampassé et armé de gueules, celui du 1 du parti flanqué des deux lettres V et R de l'émail de l'ours ». 
Étrangement, l'héraldiste place les charges du blason d'Appenzell Rhodes-Extérieures à la place d'honneur bien que le canton d'Appenzell Rhodes-Intérieures détienne la préséance sur celui de son voisin.

Drapeau complet des Rhodes Extérieures.
Drapeau complet de deux Cantons d'Appenzell.

## Utilisation et mention
Les armoiries se retrouvent sur les plaques d'immatriculation arrières de véhicules enregistrés dans le canton d'Appenzell Rhodes-Extérieures. Toutefois, les lettres V et R n'apparaissent pas par manque de place.

Le drapeau et les armoiries sont identiques. Sur le drapeau, l’ours passe en direction de la hampe, et sur les armoiries en direction de la droite héraldique.

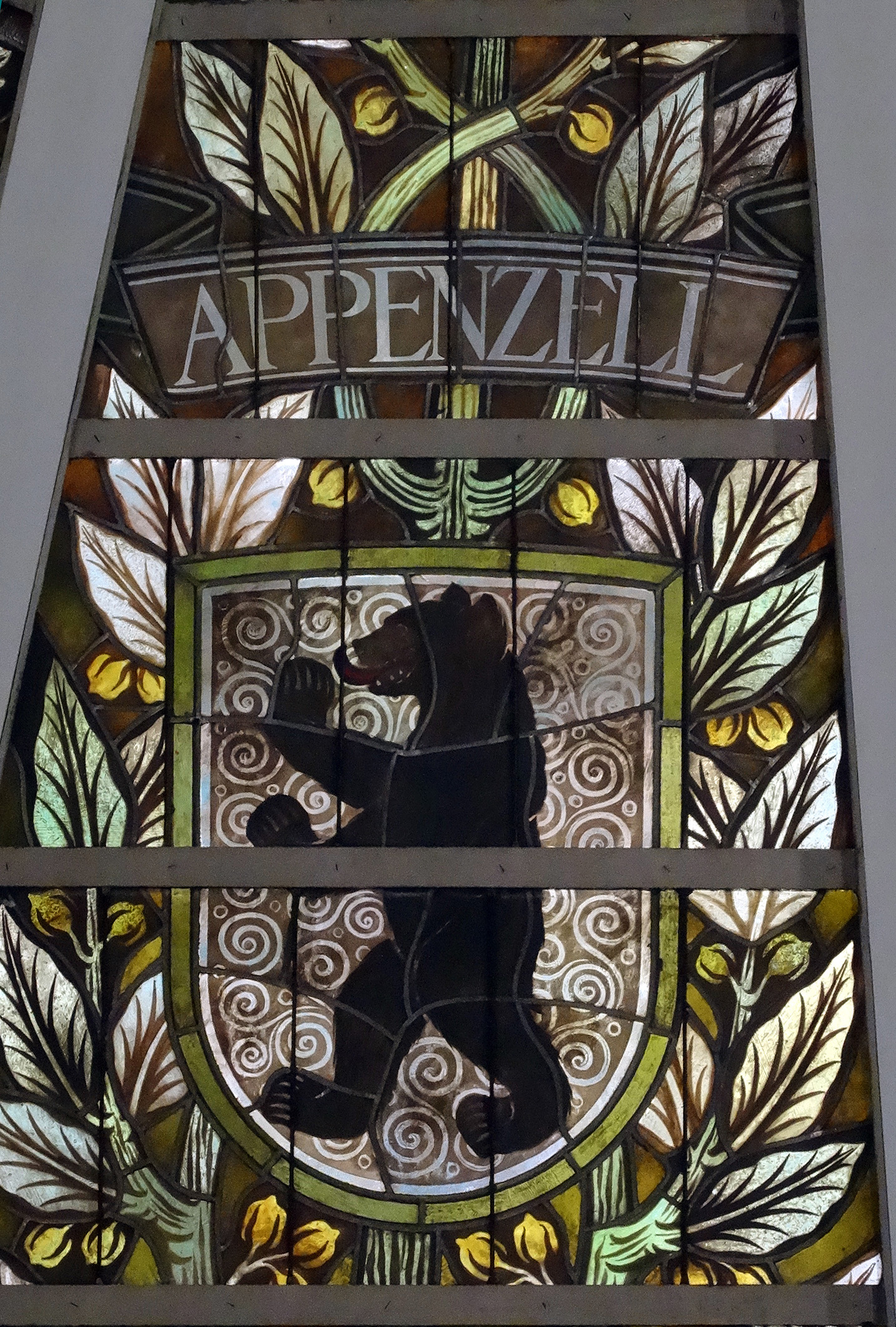
Vitrail du blason des deux Appenzell sur la coupole du Palais fédéral.
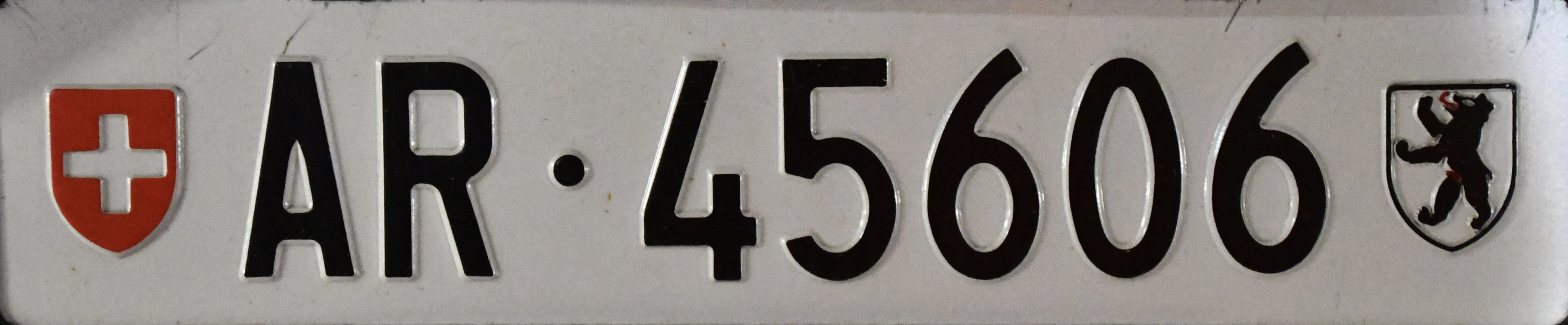
Plaque d'immatriculation arrière des Rhodes extérieures.